# Úmyslovice
Úmyslovice es una localidad situada en el distrito de Nymburk, en la región de Bohemia Central, República Checa. Tiene una población estimada, a principios del año 2022 de 296 habitantes.
Está ubicada al noreste de la región y de Praga, cerca del curso alto del río Elba y de la frontera con la región de Hradec Králové.